# Михоэлс, Нина Соломоновна
Ни́на Соломо́новна Михо́элс (15 сентября 1925, Москва — 26 ноября 2014, Тель-Авив) — советский и израильский режиссёр, театральный педагог; доктор искусствоведения, профессор.

## Биография
Родилась в семье режиссёра и общественного деятеля Соломона Михайловича Михоэлса (1890—1948) и Сары Львовны Кантор (1900—1932).
Окончила режиссёрское отделение Государственного института театрального искусства в Москве, затем работала в Театре Моссовета, преподавала в ГИТИСе, в студии при ВТО. В числе её учеников — актриса и педагог ГИТИСа Мария Шмаевич (супруга Н. В. Карпова), актриса Елена Папанова, эстрадный актёр Владимир Винокур, актриса Екатерина Образцова, заслуженный артист, актёр Ярославского ТЮЗа Юрий Клипп, Алена Галич (дочь А. Галича). Защитила докторскую диссертацию.
В 1972 году репатриировалась в Израиль. Работала в Национальном театре «Габима», преподавала в школе театрального искусства Бейт-Цви. Среди её учеников — актриса и режиссёр Татьяна Хазановская, актёр Михаил Теплицкий. В 2012 году участвовала в памятных мероприятиях, посвящённых 122-летию со дня рождения её отца, в Даугавпилсе, где он родился.
Похоронена на кладбище А-Яркон.
Сестра — Наталья Соломоновна Вовси-Михоэлс (1921—2014), театровед, автор книги «Мой отец Соломон Михоэлс» (1997), жена композитора Моисея Самуиловича Вайнберга.

## Творчество
Ставила спектакли русской и мировой классики, в том числе Чехова, Миллера, Володина; многие её постановки принимали участие в международных фестивалях.
2016 — лауреат XII Международного фестиваля-конкурса национальных театров «Москва-город мира» (за моноспектакль Татьяны Хазановской «Блуждающие звёзды» Шолом-Алейхема, режиссёр Нина Михоэлс, Израиль) — посмертно